# Elecciones regionales del Lacio de 2018
Las elecciones regionales del Lacio de 2018 tuvieron lugar el 4 de marzo de 2018 para la elección del Consejo Regional y del Presidente de la Región. Fueron realizadas en conjunto con las elecciones generales de Italia y con las elecciones regionales de Lombardía.
El presidente saliente Nicola Zingaretti, del Partido Democrático apoyado por la coalición de centroizquierda, fue reelecto al frente de la región con el 32,92% de los votos. El candidato de centroderecha, el líder de Energías para Italia Stefano Parisi, fue derrotado con el 31,17% de los votos, seguida de la diputada saliente del Movimiento 5 Estrellas Roberta Lombardi, tercera con 26,98%.
Sergio Pirozzi, alcalde de Amatrice, logró el cuarto lugar con el 4,89% de los votos siendo candidato con dos listas cívicas apoyado, entre otros, por el Movimiento Nacional por la Soberanía, el Partido Liberal Italiano y el Partido Republicano Italiano. Seguido por Mauro Antonini de CasaPound (1,94%) y Elisabetta Canitano de Poder al Pueblo (1,41%).
Por último, el exconsejero regional y parlamentario Jean-Léonard Touadi (0,25%), apoyado por la Lista Cívica Popular, Giovanni Paolo Azzaro de la Democracia Cristiana (0,24%) y Stefano Rosati, candidato del movimiento Reconquistar Italia, que obtuvo el 0,16% de los votos, quedaron por debajo del 1% de los votos.
La lista del Movimiento 5 Estrellas fue la más votada en toda la región con el 22,06% de los votos, seguida por el Partido Democrático, que obtuvo el 21,24%, y por Forza Italia, que alcanzó el 14,62%. Las otras listas admitidas en el Consejo Regional del Lacio, que obtuvieron menos del 10% de los votos, fueron la Lega (9,96%), Hermanos de Italia (8,68%), la Lista Zingaretti Presidente (4,33%), la lista cívica Sergio Pirozzi Presidente (3,70%), Libres e Iguales (3,48%), Más Europa (2,06%), la lista cívica Centro Solidario por Zingaretti (1,92%), y Nosotros con Italia–UDC (1,62%).
De los 4.786.096 votantes convocados a las urnas, divididos en 5.285 secciones, votaron 3.181.235 (66,55%).
Por primera vez desde la introducción de la elección directa del Presidente de la Región, el presidente saliente fue reelecto. Sin embargo, debido a la nueva ley electoral regional, el centroizquierda no pudo contar con una mayoría absoluta de escaños, logrando 24 escaños (más uno reservado para el candidato electo) de 50.

## Ley electoral
Al igual que en las demás regiones con estatuto ordinario, las elecciones regionales de Lacio también se rigen por la legislación nacional (Ley Tatarella), que ha sido modificada por la ley regional 2/2005. Esta última ley fue reemplazada por el consejo regional del Lacio con la aprobación de la ley regional 10/2017.

### Sistema electoral

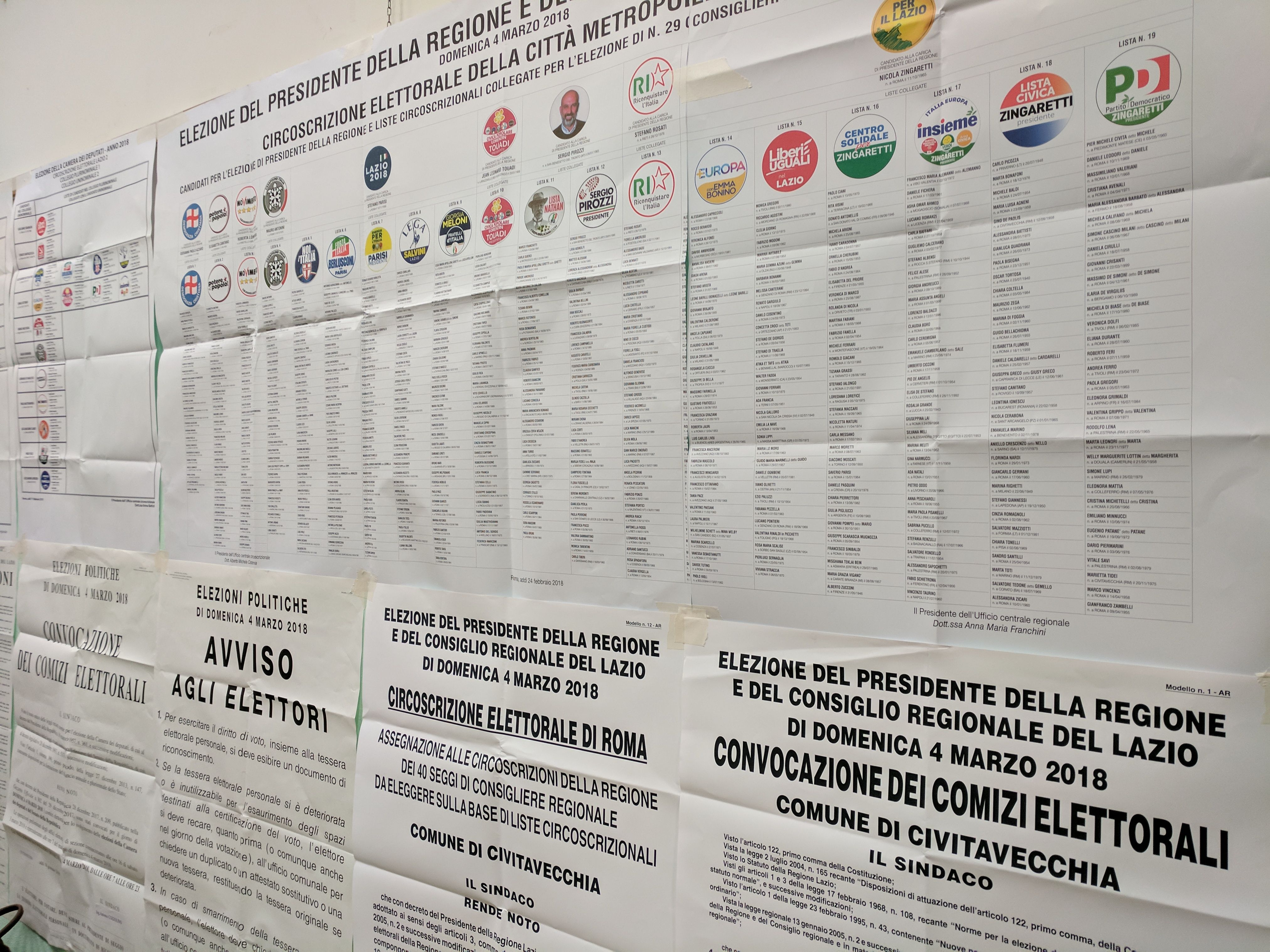
La lista de candidatos a la presidencia de la región y al Consejo Regional del Lacio en la sección electoral de Civitavecchia

Tanto el a presidencia de la región como los miembros del consejo regional del Lacio son elegidos por sufragio universal, con voto libre y secreto.
El candidato presidencial que obtenga la mayoría de votos a nivel regional es elegido gobernador. Sin embargo, un puesto como consejero regional está reservado para el primero de los candidatos no electos. Si la lista o coalición del candidato electo no supera el 60% de los escaños, se otorgará una prima de gobernabilidad de 10 escaños, asignados entre los candidatos a directores no electos con proporciones proporcionales según el método de cociente y residuo electoral. Este sistema sustituye a las listas cerradas, vinculadas a cada candidato presidencial, vigentes hasta las elecciones anteriores.
Los 40 consejeros regionales restantes son, en cambio, elegidos con base en una competencia entre listas dentro de los cinco distritos electorales, coincidiendo con las cuatro provincias del Lacio y la ciudad metropolitana de Roma Capital. El sistema electoral es proporcional según el cociente Hagenbach-Bischoff.
La nueva ley electoral también introduce la preferencia de género, es decir, un límite de representación establecido en el 50% de los candidatos del mismo sexo en las listas provinciales, la prohibición de un tercer mandato consecutivo para el presidente y la obligación del Consejo Regional de convocar a nuevas elecciones en el plazo de tres meses en caso de disolución anticipada.

### Modalidad de voto
Los votantes votaron por los dos cargos en una sola papeleta, de color verde. Hay tres métodos de votación:
- Votar solo a la lista del distrito, que también se considera extendida al candidato a presidente. Además, es posible expresar hasta dos preferencias por un candidato a consejero regional, indicando su nombre y apellido. De acuerdo con la regla sobre preferencia de género, en caso de dos opciones, una debe estar dirigida a un candidato masculino y la otra a una candidata femenina.[7]
- Votar al candidato a presidente y a una lista de distrito. Se considera válida la votación dividida, es decir, la elección de una lista de distrito y un candidato a presidente no vinculado a la misma. También en este caso, es posible elegir hasta dos candidatos a consejeros, siempre que sean de distinto sexo.[7]
- Votar solo candidato a presidente, que no se considera extendido a la lista ni a la coalición en su apoyo.[7]

### Escaños por circunscripción
Como prevé la ley autonómica 10/2017, es deber del Presidente de la Región fijar el número de escaños por circunscripción electoral en función de la población residente en ellas a partir de los datos del último censo general.
Para las elecciones regionales de 2018, el gobernador Nicola Zingaretti emitió un decreto específico de 5 de enero de 2018, que define la siguiente división de escaños:
| Provincias                  | Escaños |  |
| Frosinone                   | 4       |  |
| Latina                      | 5       |  |
| Rieti                       | 1       |  |
| Roma                        | 37      |  |
| Viterbo                     | 2       |  |
| Candidatos a la presidencia | 2       |  |
| Total                       | 51      |  |

## Candidaturas
La presentación de los candidatos y las listas estaba prevista para el viernes 2 y sábado 3 de febrero de 2018. Al final del examen de la documentación, el Tribunal de Apelación de Roma admitió a 9 candidatos a la presidencia y 18 listas para la elección.

### Centroizquierda
La mayoría saliente de centroizquierda se presenta a la elección proponiendo la estructura de cinco años antes, aunque con algunas variaciones.
En general, la coalición se centró en el Partido Democrático y otras cinco listas. Tres de ellos estaban vinculados a partidos políticos, mientras que dos eran grupos cívicos. El candidato a presidente, por segunda vez, fue Nicola Zingaretti, quien disolvió oficialmente el consejo el 13 de octubre de 2017. El primer partido en confirmar el apoyo al presidente saliente fue Libres e Iguales el 14 de enero de 2018. La oficialización la dio el líder Pietro Grasso, a pesar de la decisión de no cerrar acuerdos electorales con la centroizquierda para las elecciones generales y regionales de Lombardía.
Luego, el 23 de enero, fue el turno del Centro Solidario por Zingaretti, impulsado por la consejera regional de políticas sociales Rita Visini y por el titular de la Comunidad de Sant'Egidio de Roma, Paolo Ciani.
El 24 de enero, sin embargo, en rueda de prensa conjunta con Zingaretti, Emma Bonino, Benedetto Della Vedova y Riccardo Magi formalizaron el ingreso a la coalición de Más Europa, formada por el Centro Democrático y los Radicales Italianos. Este último, en 2013, se postuló solo al nominar a Giuseppe Rossodivita, en controversia con la elección de Zingaretti de no querer volver a nominar a ningún consejero regional saliente en su coalición en ese momento.
El 26 de enero de 2018, sin embargo, el vicepresidente de la Región, Massimiliano Smeriglio, lanzó la lista cívica Zingaretti presidente, en la que habían convergido los consejeros regionales de la lista homónima ya presentes en el Consejo Regional y representantes de la sociedad civil. Finalmente, el 2 de febrero de 2018 se presentó la lista Juntos, compuesta por el Área Cívica, el Partido Socialista Italiano y la Federación de los Verdes. Este último regresó a la coalición de centroizquierda, después de haber apoyado, en 2013, al periodista Sandro Ruotolo, propuesto por Revolución Civil.
A principios de enero, también anunció el apoyo a Nicola Zingaretti la Lista Cívica Popular, formado por Alternativa Popular, Centristas por Europa e Italia de los Valores. Tras la firma del acuerdo entre el Partido Democrático y Libres e Iguales, que había vetado la participación en la coalición de la formación centrista, la lista optó por participar en solitario. El 29 de enero, la líder Beatrice Lorenzin anunció durante la transmisión de Carta Bianca la candidatura a presidente de Jean-Léonard Touadi, exparlamentario del Partido Democrático con pasado como consejero regional y asesor de la junta Veltroni.

### Centroderecha
La coalición de centroderecha se presentó con cinco listas, volviendo a proponer en gran medida la alianza de las elecciones generales: Forza Italia, Lega, Hermanos de Italia, Nosotros con Italia - UDC y Energías para Italia.
Como candidato a presidente fue elegido el mánager Stefano Parisi, líder del movimiento Energías para Italia y líder de la oposición en el ayuntamiento de Milán. La candidatura se hizo oficial el 25 de enero de 2018.
Anteriormente se habían puesto sobre la mesa otros cinco nombres: los periodistas Gennaro Sangiuliano y Nicola Porro, el presidente de la Federación Italiana de Natación, Paolo Barelli, el exministro y senador saliente Maurizio Gasparri (presentado por Forza Italia), y el líder del grupo de Hermanos de Italia en la Cámara de Diputados, Fabio Rampelli (propuesto por el partido que dirige Giorgia Meloni).
Sergio Pirozzi también fue considerado un candidato potencial de la coalición de centroderecha. El alcalde de Amatrice, municipio devastado por el terremoto del 24 de agosto de 2016, anunció su candidatura el 15 de noviembre de 2017, a la cabeza de una lista cívica y con el apoyo del Movimiento Nacional por la Soberanía. En un principio, la Lega apoyó a Pirozzi, pero luego eligió a Parisi. El anuncio conjunto con Gianni Alemanno (de quien se desvinculó el otro líder del Movimiento Nacional por la Soberanía, Francesco Storace) se dio el 5 de febrero de 2018. Storace, por lo tanto, contribuyó a la formación de una segunda lista a favor del alcalde de Amatrice, la Lista Nathan (en honor al alcalde republicano de Roma Ernesto Nathan) que también incluía al Partido Liberal Italiano y al Partido Republicano Italiano.

### Movimiento 5 Estrellas

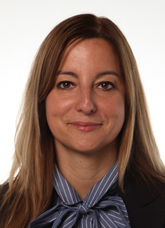
Roberta Lombardi

El Movimiento 5 Estrellas se presentó por segunda vez en las elecciones regionales del Lacio, después de haber extendido un arraigo territorial durante todo el quinquenio en Roma y en los principales centros de la Ciudad metropolitana. En la ronda de apertura, el aspirante a presidente Davide Barillari obtuvo el 20,22% de los votos válidos y la lista logró ganar 7 escaños.
Para elegir al candidato a la presidencia y al consejo regional, la formación convocó elecciones regionales, en las que podrían participar los inscritos en la plataforma en línea Rousseau residentes en Lazio. La votación de los candidatos a consejero se celebró el 10 de octubre de 2017. El 12 de octubre de 2017, sin embargo, se llevó a cabo la elección del candidato a presidente, en la que pudieron participar diez miembros del movimiento, que habían tenido al menos un mandato electivo.
La consulta la ganó la diputada saliente Roberta Lombardi, que obtuvo 2.952 votos contra los 2.605 de Davide Barillari (ya candidato a la presidencia en 2013) y los 954 de la consejera saliente Valentina Corrado. Han votado 6511 inscritos en la plataforma Rousseau.

### Otras candidaturas
Fuera de las principales coaliciones, se presentaron otros cuatro candidatos a la presidencia, acompañados de otras tantas listas.
El 7 de noviembre de 2017, CasaPound Italia formalizó la candidatura a la presidencia de Mauro Antonini, líder del movimiento de vía Napoleone III, ya candidato a la presidencia del municipio Roma IV en la elección municipal de 2016.
El movimiento de izquierda radical Poder al Pueblo, en cambio, postuló a la ginecóloga Elisabetta Canitano, presidenta de la Asociación Vitadonna.it. La candidatura se hizo oficial el 25 de enero de 2018.
Por el movimiento soberanista Reconquistar Italia fue candidato Stefano Rosati, mientras que la Democracia Cristiana apoyó a Giovanni Paolo Azzaro.

## Partidos y candidatos
| Partido político o alianza | Partido político o alianza   | Listas constituyentes             | Listas constituyentes           | Resultados previos | Resultados previos | Candidato             | Candidato |
| Partido político o alianza | Partido político o alianza   | Listas constituyentes             | Listas constituyentes           | Votos (%)          | Escaños            | Candidato             | Candidato |
| -------------------------- | ---------------------------- | --------------------------------- | ------------------------------- | ------------------ | ------------------ | --------------------- | --------- |
|                            | Coalición de centroizquierda |                                   | Partido Democrático (PD)        | 29,7               | 13                 | Nicola Zingaretti     |           |
|                            | Coalición de centroizquierda | Lista Zingaretti (LZ)             | 4,5                             | 2                  |                    | Nicola Zingaretti     |           |
|                            | Coalición de centroizquierda | Libres e Iguales (LeU)            | —                               | —                  |                    | Nicola Zingaretti     |           |
|                            | Coalición de centroizquierda | Más Europa (+Eu)                  | —                               | —                  |                    | Nicola Zingaretti     |           |
|                            | Coalición de centroizquierda | Centro Solidario (CS)             | —                               | —                  |                    | Nicola Zingaretti     |           |
|                            | Coalición de centroizquierda | Juntos                            | —                               | —                  |                    | Nicola Zingaretti     |           |
|                            | Coalición de centroderecha   |                                   | Forza Italia (FI)               | 21,2               | 9                  | Stefano Parisi        |           |
|                            | Coalición de centroderecha   | Liga (Lega)                       | —                               | —                  |                    | Stefano Parisi        |           |
|                            | Coalición de centroderecha   | Hermanos de Italia (FdI)          | 3,8                             | 1                  |                    | Stefano Parisi        |           |
|                            | Coalición de centroderecha   | Nosotros con Italia–UDC (NcI–UDC) | —                               | —                  |                    | Stefano Parisi        |           |
|                            | Coalición de centroderecha   | Energías para Italia (EpI)        | —                               | —                  |                    | Stefano Parisi        |           |
|                            | Movimiento 5 Estrellas (M5S) | Movimiento 5 Estrellas (M5S)      | Movimiento 5 Estrellas (M5S)    | 16,6               | 7                  | Roberta Lombardi      |           |
|                            | Pirozzi Presidente           |                                   | Sergio Pirozzi Presidente (SPP) | —                  | —                  | Sergio Pirozzi        |           |
|                            | Pirozzi Presidente           | Lista Nathan (PLI – PRI)          | —                               | —                  |                    | Sergio Pirozzi        |           |
|                            | CasaPound Italia (CPI)       | CasaPound Italia (CPI)            | CasaPound Italia (CPI)          | 0,7                | –                  | Mauro Antonini        |           |
|                            | Lista Cívica Popular (CP)    | Lista Cívica Popular (CP)         | Lista Cívica Popular (CP)       | —                  | —                  | Jean-Léonard Touadi   |           |
|                            | Poder al Pueblo (PaP)        | Poder al Pueblo (PaP)             | Poder al Pueblo (PaP)           | —                  | —                  | Elisabetta Canitano   |           |
|                            | Democracia Cristiana (DC)    | Democracia Cristiana (DC)         | Democracia Cristiana (DC)       | —                  | —                  | Giovanni Paolo Azzaro |           |
|                            | Reconquistar Italia (RI)     | Reconquistar Italia (RI)          | Reconquistar Italia (RI)        | —                  | —                  | Stefano Rosati        |           |

## Encuestas de opinión
| Fecha             | Encuestadora        | Zingaretti  | Parisi         | Lombardi | Pirozzi | Otros | Dif. |      |     |     |      |
| ----------------- | ------------------- | ----------- | -------------- | -------- | ------- | ----- | ---- | ---- | --- | --- | ---- |
| Fecha             | Encuestadora        | 15 Feb 2018 | Index Research | 37,0     | 27,0    | Otros | Dif. | 25,5 | 7,5 | 3,0 | 10,0 |
| 13 Feb 2018       | Termómetro Político | 30,9        | 25,0           | 27,0     | 10,7    | 6,4   | 3,9  |      |     |     |      |
| 12 Feb 2018       | Ipsos               | 33,0        | 22,0           | 29,0     | 12,0    | 4,0   | 4,0  |      |     |     |      |
| 8 Feb 2018        | Index Research      | 39,0        | 26,0           | 23,5     | 8,5     | 3,0   | 13,0 |      |     |     |      |
| 2 Feb 2018        | Piepoli             | 40,0        | 17,0           | 26,5     | 7,0     | 9,5   | 13,5 |      |     |     |      |
| 30 Ene–1 Feb 2018 | Izi                 | 36,6        | 23,2           | 25,7     | 11,7    | 2,8   | 10,9 |      |     |     |      |
| 18 Ene 2018       | Index Research      | 45,0        | 20,0           | 20,0     | 11,0    | 4,0   | 25,0 |      |     |     |      |
| 8–10 Ene 2018     | Index Research      | 44,0        | 25,0           | 20,0     | 8,0     | 3,0   | 19,0 |      |     |     |      |

## Resultados

Partido más votado por comune

Candidato a presidente más votado por comune

|                                                                   |                                    |           |        |         |                           |                        |           |        |         |  |
| Candidatos                                                        | Candidatos                         | Votos     | %      | Escaños | Partidos                  | Partidos               | Votos     | %      | Escaños |  |
|                                                                   | Nicola Zingaretti                  | 1.018.736 | 32,93  | 1       |                           |                        |           |        |         |  |
|                                                                   | Nicola Zingaretti                  | 1.018.736 | 32,93  | 1       | Partido Democrático       | 539.131                | 21,25     | 18     |         |  |
|                                                                   | Nicola Zingaretti                  | 1.018.736 | 32,93  | 1       | Lista Zingaretti          | 110.080                | 4,34      | 3      |         |  |
|                                                                   | Nicola Zingaretti                  | 1.018.736 | 32,93  | 1       | Libres e Iguales          | 88.416                 | 3,48      | 1      |         |  |
|                                                                   | Nicola Zingaretti                  | 1.018.736 | 32,93  | 1       | Más Europa                | 52.451                 | 2,07      | 1      |         |  |
|                                                                   | Nicola Zingaretti                  | 1.018.736 | 32,93  | 1       | Centro Solidario          | 48.872                 | 1,93      | 1      |         |  |
|                                                                   | Nicola Zingaretti                  | 1.018.736 | 32,93  | 1       | Juntos                    | 28.443                 | 1,12      | –      |         |  |
| Total                                                             | Total                              | 1.018.736 | 32,93  | 1       | 867.393                   | 34,19                  | 24        |        |         |  |
|                                                                   | Stefano Parisi                     | 964.757   | 31,18  | 1       |                           |                        |           |        |         |  |
|                                                                   | Stefano Parisi                     | 964.757   | 31,18  | 1       | Forza Italia              | 371.155                | 14,63     | 6      |         |  |
|                                                                   | Stefano Parisi                     | 964.757   | 31,18  | 1       | Liga                      | 252.772                | 9,96      | 4      |         |  |
|                                                                   | Stefano Parisi                     | 964.757   | 31,18  | 1       | Hermanos de Italia        | 220.460                | 8,69      | 3      |         |  |
|                                                                   | Stefano Parisi                     | 964.757   | 31,18  | 1       | Nosotros con Italia–UDC   | 41.234                 | 1,63      | 1      |         |  |
|                                                                   | Stefano Parisi                     | 964.757   | 31,18  | 1       | Energías para Italia      | 37.043                 | 1,46      | –      |         |  |
| Total                                                             | Total                              | 964.757   | 31,18  | 1       | 922.664                   | 36,37                  | 14        |        |         |  |
|                                                                   | Roberta Lombardi                   | 835.137   | 26,99  | –       |                           | Movimiento 5 Estrellas | 559.752   | 22,06  | 10      |  |
|                                                                   | Sergio Pirozzi                     | 151.339   | 4,89   | –       |                           |                        |           |        |         |  |
|                                                                   | Sergio Pirozzi                     | 151.339   | 4,89   | –       | Sergio Pirozzi Presidente | 93.942                 | 3,70      | 1      |         |  |
|                                                                   | Sergio Pirozzi                     | 151.339   | 4,89   | –       | Lista Nathan (PLI – PRI)  | 3.443                  | 0,14      | –      |         |  |
| Total                                                             | Total                              | 151.339   | 4,89   | –       | 97.385                    | 3,84                   | 1         |        |         |  |
|                                                                   | Mauro Antonini                     | 59.898    | 1,94   | –       |                           | CasaPound Italia       | 42.609    | 1,68   | –       |  |
|                                                                   | Elisabetta Canitano                | 43.895    | 1,42   | –       |                           | Poder al Pueblo        | 33.372    | 1,32   | –       |  |
|                                                                   | Jean-Léonard Touadi                | 7.708     | 0,25   | –       |                           | Lista Cívica Popular   | 6.073     | 0,24   | –       |  |
|                                                                   | Giovanni Paolo Azzaro              | 7.614     | 0,25   | –       |                           | Democracia Cristiana   | 5.325     | 0,21   | –       |  |
|                                                                   | Stefano Rosati                     | 4.952     | 0,16   | –       |                           | Reconquistar Italia    | 2.565     | 0,10   | –       |  |
|                                                                   |                                    |           |        |         |                           |                        |           |        |         |  |
| Votos invalidos                                                   | Votos invalidos                    | 87.199    | –      |         |                           |                        |           |        |         |  |
| Total candidatos                                                  | Total candidatos                   | 3.094.036 | 100,00 | 2       | Total partidos            | Total partidos         | 2.537.138 | 100,00 | 49      |  |
| Votantes registrados/participación                                | Votantes registrados/participación | 4.780.090 | 66,55  |         |                           |                        |           |        |         |  |
| Fuente: Ministerio del Interior – Archivo Histórico de Elecciones |                                    |           |        |         |                           |                        |           |        |         |  |

| \| Voto popular \| Voto popular \| Voto popular \| Voto popular \| Voto popular \| \| ---------------- \| ---------------- \| ------------ \| ------------ \| ------------ \| \| \| \| \| \| \| \| M5S \| M5S \| \| 22.06 % \| 22.06 % \| \| PD \| PD \| \| 21.25 % \| 21.25 % \| \| FI \| FI \| \| 14.63 % \| 14.63 % \| \| Lega \| Lega \| \| 9.96 % \| 9.96 % \| \| FdI \| FdI \| \| 8.69 % \| 8.69 % \| \| Lista Zingaretti \| Lista Zingaretti \| \| 4.34 % \| 4.34 % \| \| Pirozzi \| Pirozzi \| \| 3.70 % \| 3.70 % \| \| LeU \| LeU \| \| 3.48 % \| 3.48 % \| \| +Eu \| +Eu \| \| 2.07 % \| 2.07 % \| \| CS \| CS \| \| 1.93 % \| 1.93 % \| \| CasaPound \| CasaPound \| \| 1.68 % \| 1.68 % \| \| NcI–UDC \| NcI–UDC \| \| 1.63 % \| 1.63 % \| \| EpI \| EpI \| \| 1.46 % \| 1.46 % \| \| PaP \| PaP \| \| 1.32 % \| 1.32 % \| \| Otros \| Otros \| \| 1.81 % \| 1.81 % \| |                  |  |         |         |
| Voto popular |                  |  |         |         |
| |                  |  |         |         |
| M5S | M5S              |  | 22.06 % | 22.06 % |
| PD | PD               |  | 21.25 % | 21.25 % |
| FI | FI               |  | 14.63 % | 14.63 % |
| Lega | Lega             |  | 9.96 %  | 9.96 %  |
| FdI | FdI              |  | 8.69 %  | 8.69 %  |
| Lista Zingaretti | Lista Zingaretti |  | 4.34 %  | 4.34 %  |
| Pirozzi | Pirozzi          |  | 3.70 %  | 3.70 %  |
| LeU | LeU              |  | 3.48 %  | 3.48 %  |
| +Eu | +Eu              |  | 2.07 %  | 2.07 %  |
| CS | CS               |  | 1.93 %  | 1.93 %  |
| CasaPound | CasaPound        |  | 1.68 %  | 1.68 %  |
| NcI–UDC | NcI–UDC          |  | 1.63 %  | 1.63 %  |
| EpI | EpI              |  | 1.46 %  | 1.46 %  |
| PaP | PaP              |  | 1.32 %  | 1.32 %  |
| Otros | Otros            |  | 1.81 %  | 1.81 %  |

| \| Presidente \| Presidente \| Presidente \| Presidente \| Presidente \| \| ---------- \| ---------- \| ---------- \| ---------- \| ---------- \| \| \| \| \| \| \| \| Zingaretti \| Zingaretti \| \| 32.93 % \| 32.93 % \| \| Parisi \| Parisi \| \| 31.18 % \| 31.18 % \| \| Lombardi \| Lombardi \| \| 26.99 % \| 26.99 % \| \| Pirozzi \| Pirozzi \| \| 4.89 % \| 4.89 % \| \| Antonini \| Antonini \| \| 1.94 % \| 1.94 % \| \| Canitano \| Canitano \| \| 1.42 % \| 1.42 % \| \| Otros \| Otros \| \| 0.76 % \| 0.76 % \| |            |  |         |         |
| Presidente |            |  |         |         |
| |            |  |         |         |
| Zingaretti | Zingaretti |  | 32.93 % | 32.93 % |
| Parisi | Parisi     |  | 31.18 % | 31.18 % |
| Lombardi | Lombardi   |  | 26.99 % | 26.99 % |
| Pirozzi | Pirozzi    |  | 4.89 %  | 4.89 %  |
| Antonini | Antonini   |  | 1.94 %  | 1.94 %  |
| Canitano | Canitano   |  | 1.42 %  | 1.42 %  |
| Otros | Otros      |  | 0.76 %  | 0.76 %  |

### Consejeros electos
| Circunscripción    | Partido | Partido | Miembro                |
| ------------------ | ------- | ------- | ---------------------- |
| Lacio (en general) |         | PD      | Nicola Zingaretti      |
| Lacio (en general) |         | EpI     | Stefano Parisi         |
| Frosinone          |         | PD      | Mauro Buschini         |
| Frosinone          |         | PD      | Sara Battisti          |
| Frosinone          |         | FI      | Pasquale Ciaccarelli   |
| Frosinone          |         | M5S     | Loreto Marcelli        |
| Latina             |         | PD      | Salvatore La Penna     |
| Latina             |         | PD      | Enrico Maria Forte     |
| Latina             |         | FI      | Giuseppe Simeoni       |
| Latina             |         | Lega    | Orlando Tripodi        |
| Latina             |         | M5S     | Gaia Pernarella        |
| Rieti              |         | PD      | Fabio Refrigeri        |
| Roma               |         | PD      | Daniele Leodori        |
| Roma               |         | PD      | Michela Di Biase       |
| Roma               |         | PD      | Massimiliano Valeriani |
| Roma               |         | PD      | Michela Califano       |
| Roma               |         | PD      | Marietta Tidei         |
| Roma               |         | PD      | Marco Vincenzi         |
| Roma               |         | PD      | Marta Leonori          |
| Roma               |         | PD      | Rodolfo Lena           |
| Roma               |         | PD      | Eleonora Mattia        |
| Roma               |         | PD      | Eugenio Patanè         |
| Roma               |         | PD      | Emiliano Minnucci      |
| Roma               |         | PD      | Valentina Grippo       |
| Roma               |         | LZ      | Marta Bonafoni         |
| Roma               |         | LZ      | Gino De Paolis         |
| Roma               |         | LZ      | Gianluca Quadrana      |

| Circunscripción | Partido | Partido | Miembro                |
| --------------- | ------- | ------- | ---------------------- |
| Roma            |         | ERC     | Daniele Ognibene       |
| Roma            |         | +E      | Alessandro Capriccioli |
| Roma            |         | CS      | Paolo Ciani            |
| Roma            |         | FI      | Adriano Palozzi        |
| Roma            |         | FI      | Antonello Aurigemma    |
| Roma            |         | FI      | Laura Cartaginese      |
| Roma            |         | FI      | Giuseppe Cangemi       |
| Roma            |         | FdI     | Fabrizio Ghera         |
| Roma            |         | FdI     | Giancarlo Righini      |
| Roma            |         | FdI     | Chiara Colosimo        |
| Roma            |         | Lega    | Daniele Giannini       |
| Roma            |         | Lega    | Laura Corrotti         |
| Roma            |         | Lega    | Enrico Cavallari       |
| Roma            |         | NcI–UDC | Massimiliano Maselli   |
| Roma            |         | M5S     | Roberta Lombardi       |
| Roma            |         | M5S     | Valentina Corrado      |
| Roma            |         | M5S     | Davide Barillari       |
| Roma            |         | M5S     | Marco Cacciatore       |
| Roma            |         | M5S     | Francesca De Vito      |
| Roma            |         | M5S     | Valerio Novelli        |
| Roma            |         | M5S     | Devid Porrello         |
| Roma            |         | PP      | Sergio Pirozzi         |
| Viterbo         |         | PD      | Enrico Panunzi         |
| Viterbo         |         | M5S     | Silvia Blasi           |

1. ↑  Como Presidente de la Región.
2. ↑  Como segundo candidato más votado a la Presidencia de la Región.
3. ↑  Pasó Grupo Mixto en septiembre de 2019 al unirse a Cambiamo! de Giovanni Toti y en diciembre en la Lega.
4. ↑  Pasó al Grupo Mixto en septiembre de 2019 al unirse a Italia Viva.
5. ↑  Miembro de la comisión promotora e inscrita en Acción desde el 21 de noviembre de 2019, permanece en el grupo de PD en el consejo.
6. ↑  Sustituido después de su arresto por Roberta Angelilli que se une al grupo Parisi y una vez rehabilitado a los pocos meses, en septiembre de 2019, deja FI junto con Ciaccarelli para unirse al Grupo Mixto siendo uno de los fundadores de Cambiamo! de Giovanni Toti.
7. ↑  Pasó al Grupo Mixto y en noviembre de 2019 se unió a Hermanos de Italia.
8. ↑  Se unió a la Lega en diciembre de 2019.
9. ↑  Vicepresidente del Consejo, pasó al Grupo Mixto y regresó a FI en septiembre de 2019.
10. ↑  Pasa al Grupo Mixto y se une a Italia Viva.
11. ↑  Se une a Hermanos de Italia en noviembre de 2019.
12. ↑  Pasó al Grupo Mixto tras ser expulsado.
13. ↑  Pasó al Grupo Mixto.
14. ↑  Se une a Hermanos de Italia en mayo de 2019.

## Repercusiones

### Moción de censura de 2018
El 1 de diciembre de 2018, una moción de censura al gobierno de Nicola Zingaretti presentada por la coalición de centroderecha fue derrotada por 22 a 26, con un voto negativo de Forza Italia y algunos ausentes.
| Fecha                                                      | Voto |    |    |   |   | FdI | Zingaretti | Pirozzi |   |   | CS | NcI–UDC | EpI | Mixto | Total |
| ---------------------------------------------------------- | ---- | -- | -- | - | - | --- | ---------- | ------- | - | - | -- | ------- | --- | ----- | ----- |
| Fecha                                                      | Voto |    |    |   |   |     |            |         |   |   |    |         |     |       | Total |
| 1 de diciembre de 2018 Mayoría requerida: Absoluta (26/51) | Sí   |    | 10 | 3 | 3 | 3   |            |         |   |   |    | 1       | 1   | 1     | 22/51 |
| 1 de diciembre de 2018 Mayoría requerida: Absoluta (26/51) | No   | 19 |    | 1 |   |     | 3          |         | 1 | 1 | 1  |         |     |       | 26/51 |
| 1 de diciembre de 2018 Mayoría requerida: Absoluta (26/51) | Abs. |    |    |   |   |     |            |         |   |   |    |         |     |       | 0/51  |
| 1 de diciembre de 2018 Mayoría requerida: Absoluta (26/51) | Aus. |    |    | 1 |   |     |            | 1       |   |   |    |         |     | 1     | 3/51  |